# Челпанов, Дмитрий Егорович
Дмитрий Егорович Челпанов (род. 9 июня 1946, Клайпеда) — советский и литовский тренер по самбо и дзюдо, Заслуженный тренер Литвы, судья международной категории (1986). Выпускник университета имени Лесгафта 1969 года. Живёт в городе Паланга. Был главным судьёй чемпионата СССР 1984 года и Кубка СССР 1987 года.

## Биография
Родился 6 июня 1946 года в Клайпеде.
Больше 30 лет, с 1978 года, возглавлял сборную команду Литвы по самбо. Вырастил 25 мастеров спорта СССР (из них пять по дзюдо), 4 мастеров спорта СССР международного класса, 17 призёров первенств и чемпионатов СССР во всех возрастных категориях, 28 призёров чемпионатов Европы и мира во всех возрастных категориях. Среди его воспитанников Альгимантас Грибаускас (1960) — чемпион и призёр чемпионатов Европы по самбо, призёр чемпионатов мира по самбо; Гинтарас Грибаускас (1969) — призёр чемпионатов Европы по самбо; Константин Насретдинов (1975) — призёр чемпионата Европы; Андрей Низамов (1968) — призёр Кубка мира 1993 года; Пятрас Мажейка (1965) — призёр чемпионатов Европы и мира и другие.